# Hafthór Júlíus Björnsson
Hafþór Júlíus "Thor" Björnsson (ou "Hafþór Júlíus Björnsson"; AFI: [ˈhafθour ˈjuːliʏs ˈpjœsːɔn], nascido em 26 de novembro de 1988) é um atleta de força, ator e ex-jogador de basquete profissional islandês. Sua habilidade como atleta de força e seu corpo enorme o levaram ao papel do personagem Gregor Clegane na série de televisão Game of Thrones, onde foi mundialmente notado.

## Carreira

### Como jogador de basquete
Hafþór começou sua carreira desportiva como jogador de basquete. Com 2,06 m (9,1 in), ele jogou pela primeira vez na liga islandesa de basquete de K.R. Basket Reykjavík, iniciando na posição de pivô do time. Simultaneamente, ele foi selecionado para a D2 Icelandic National Basketball Team.
A carreira de Hafþór no basquete terminou depois do mesmo ter sofrido um ferimento no joelho, aos 20 anos.

### Comoatleta de força
Em 2008, Hafþor encontrou-se com o então atleta de força islandês Magnús Ver Magnússon em sua academia (intitulada "Jakaból"), onde Magnus disse que Hafthor teria grande aproveitamento no ramo do atletismo de força. Hafþor ganhou vários concursos em 2010, incluindo o de Homem Mais Forte da Islãndia, o Viking Mais Forte (Islândia), o Westfjords Viking, e, recentemente, como o homem mais forte dos campeonatos islandeses de OK Badur.
Hafþor terminou em segundo lugar no inaugural clássico de Jón Páll Sigmarsson, ficando atrás apenas do norte-americano Brian Shaw. Também ganhou em 2011 o título de Homem Mais Forte da Islândia nos concursos realizados em 4 e 18 de junho de 2011.
Hafþor ficou em quarto lugar no campeonato polonês Giants Live (Gigantes ao Vivo, em português) em 6 de agosto de 2011.
Em 31 de janeiro de 2015, Björnsson quebrou o recorde milenar estabelecido por Orm Storolfsson na competição norueguesa World's Strongest Viking (O Viking Mais Forte do Mundo, em português), ao carregar um peso de 1.433 libras (650 kg) e 9,8m de largura por cinco passos.

### World's Strongest Man
Hafþor foi convidado a participar da competição World's Strongest Man (Homem Mais forte do Mundo, em português) pela primeira vez em 2011, onde alcançou a sexta posição no ranking final.
Tornou a competir novamente nos anos seguintes, onde alcançou a terceira posição nos campeonatos de 2012 e 2013, e em segundo lugar no evento de 2014, perdendo para o eventual vencedor, o lituano Žydrūnas Savickas. Foi segundo lugar no campeonato de 2016 e 2017, quando perdeu para Brian Shaw e Eddie Hall, respectivamente. Conseguiu sagrar-se campeão em 2018.

### Arnold Classic 2018
No dia 06 de março de 2018, Hafthor mostrou mais uma vez porque é considerado um dos homens mais fortes do mundo. Ele competiu no Arnold Classic 2018, em Ohio, nos Estados Unidos, e quebrou o recorde mundial de levantamento de peso morto (deadlift). Hafthor levantou um total de 472kg, cinco a mais que a marca de 2017 conseguida por Jerry Pritchett. Ele também foi o que mais pontuou em todas as disciplinas da competição que teve a participação do brasileiro do levantamento de peso Fernando Reis.

## Atuando
Hafþor foi escalado para interpretar o papel de Gregor Clegane (Montanha), na quarta temporada da série Game of Thrones, do canal HBO em agosto de 2013. Foi também o terceiro ator escalado para representar o personagem depois de Conan Stevens (primeira temporada) e Ian Whyte (segunda temporada). Ele se tornou o primeiro ator a retratar Clegane em mais de uma temporada, ao reaparecer na quinta, sexta, sétima e oitava temporada da série.

## Recordes pessoais
- Agachamento – 380 kg (795 libras) bruto[14]
- Supino – 250 kg (510 libras) bruto
- Arremesso de pneu – 450 kg (994 libras) bruto com amarraduras nas mãos[14]
- Levantamento terra – 501 kg (1104,5 libras) bruto com amarraduras
- Arremesso de barril— 15 kg por 7.15 metros
- Car walk— 450 kg por 25 metros
- Axle press— 206 kg
- Metal block press– 155 Kg

## Filmografia
| Programas de televisão | Programas de televisão | Programas de televisão    | Programas de televisão | Programas de televisão |
| Ano                    | Programa               | Papel                     | Nota |                        |
| ---------------------- | ---------------------- | ------------------------- | --- | ---------------------- |
| 2012-2013              | World's Strongest Man  | Ele mesmo                 | Concorrente (série de televisão transmissora oficial do campeonato de mesmo nome).                                                          |                        |
| 2011-2019              | Game of Thrones        | Gregor Clegane (Montanha) | Parte do elenco recorrente da 4ª a 8ª temporada                                                                                             |                        |
| 2015                   | Zon 261                | Big John                  | Filme |                        |
| 2015                   | A League of Their Own  | Ele mesmo                 | Participação no sétimo episódio da 9ª temporada do programa de televisão, no qual participou de um desafio com o comediante Jack Whitehall. |                        |